# 大公主島
52°55′N 128°50′W / 52.917°N 128.833°W

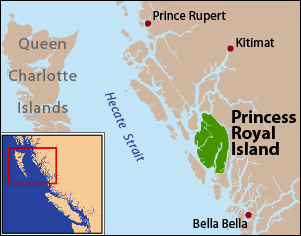

大公主島是加拿大的島嶼，位於太平洋海域，由卑斯省負責管轄，長83.2公里，寬45.1公里，面積2,251平方公里，最高點海拔高度1,601米，島上無人居住。

## 外部連結
- Princess Royal Island on BritishColumbia.com